# Saxemaranäs
Saxemaranäs är en ort i Ronneby kommun, Blekinge län.
Orten var en del av den av SCB definierade och namnsatta småorten Spjälkö och Saxemaranäs.